# IC 3146
IC 3146 ist eine Spiralgalaxie vom Hubble-Typ Sm pec? im Sternbild Coma Berenices am Nordsternhimmel. Sie ist schätzungsweise 332 Millionen Lichtjahre von der Milchstraße entfernt.
Das Objekt wurde am 23. März 1903 von Max Wolf entdeckt.